# Sandra Absmann
Sandra Absmann (8 maggio 2000) è un'ex sciatrice alpina austriaca.

## Biografia
Specialista delle prove veloci attiva dal dicembre del 2016, in Coppa Europa Sandra Absmann ha esordito il 19 dicembre 2018 ad Altenmarkt-Zauchensee in discesa libera (44ª), ha conquistato l'unico podio il 13 febbraio 2023 a Bjelašnica in supergigante (3ª) e ha preso per l'ultima volta il via il 18 marzo successivo a Narvik nella medesima specialità (9ª); si è ritirata al termine di quella stessa stagione 2022-2023 e la sua ultima gara è stata un supergigante FIS disputato l'11 aprile a Davos. Non ha debuttato in Coppa del Mondo e non ha preso parte a rassegne olimpiche o iridate.

## Palmarès

### Coppa Europa
- Miglior piazzamento in classifica generale: 61ª nel 2023
- 1 podio:
  - 1 terzo posto